# Pęciszewo
Pęciszewo (deutsch Waltersdorf, Kreis Heiligenbeil/Ostpreußen) ist ein kleines Dorf im Nordwesten der polnischen Woiwodschaft Ermland-Masuren. Es gehört zur Landgemeinde Braniewo im Powiat Braniewski (Braunsberg).

## Geographische Lage
Pęciszewo liegt zwei Kilometer südlich der Staatsgrenze zwischen Polen und dem russischen Oblast Kaliningrad (Königsberger Gebiet) und ist über eine Nebenstraße von Żelazna Góra (Eisenberg) aus zu erreichen. Die Straße endet heute wegen des Grenzverlaufs in Pęciszewo und führte vor 1945 weiter bis in das sieben Kilometer entfernte Heiligenbeil (heute russisch: Mamonowo), der früheren Kreisstadt. Im Ort zweigt eine kleine Straße ab in den abgelegenen Ort Wilki (Birkenau). Am südöstlichen Ortsrand führt die als Teilstück der Reichsautobahn Berlin–Königsberg erbaute heutige polnische Schnellstraße S 22 (ab polnisch-russischer Grenze dann die Fernstraße 27A-002 (ex R 516, ehemalige Reichsautobahn Berlin–Königsberg)) vorbei.

## Geschichte
Der früher Waltersdorf genannte Ort war ein typisches Angerdorf, das in Ost-West-Richtung verläuft. Am 2. September 1355 wurde es in einer Urkunde erstmals erwähnt. Lokator und erster Schulze war Ditmar de Waltheri Villa, von dessen Namen sich die deutsche Ortsbezeichnung ableiten dürfte.
In den Unruhen des Städtekrieges (1454–1466) soll Waltersdorf durch den Durchzug verschiedener Soldatengruppen sehr gelitten haben. Nach Ende des Krieges wurde es an einen Söldnerführer verpfändet, konnte jedoch im Jahr 1487 von den Dorfbewohnern freigekauft werden. Im Reiterkrieg (1519–1521) hatte Waltersdorf unter Brandschatzungen zu leiden.
Am 27. Januar 1601 schlossen sich die Bauern des Ortes zum „Waltersdorfer Vergleich“ zusammen, einer Versicherung, in der sich die Dorfbewohner verpflichten, Abgebrannten oder in großem Umfang Bestohlenen mit Baumaterial und Saatgut zu versorgen, um sie so beim Wiederaufbau und Neubeginn zu unterstützen.
Am 11. Juni 1874 wurde der Amtsbezirk Waltersdorf gebildet. Dazu gehörten die zehn Landgemeinden: Grünwalde (heute russisch: Lipowka), Heidenhof (heute polnisch: Wrzosek), Kleinwalde (Borek, jetzt: Kolonia Wilki), Neu Bahnau (Nowe Banowo), Preuschhof (Prusowo), Rehfeld (Grzechotki), Różanka, Thomsdorf und Waltersdorf. Aufgrund von Umstrukturierungen und Eingemeindungen verblieben von 1931 bis 1945 nur noch die sechs Gemeinden Birkenau (Wilki), Grünwalde, Kleinwalde, Rehfeld, Thomsdorf und Waltersdorf.
Im Jahr 1910 zählte Waltersdorf 579 Einwohner. Deren Zahl sank bis 1933 auf 528 und betrug 1939 noch 471.
Der Amtsbezirk Waltersdorf gehörte bis 1945 zum Landkreis Heiligenbeil im Regierungsbezirk Königsberg in der preußischen Provinz Ostpreußen.
Seit 1945 ist der nun Pęciszewo genannte Ort polnisch. Mit seinen heute 79 Einwohnern ist er Teil der Landgemeinde Braniewo im Powiat Braniewski in der Woiwodschaft Ermland-Masuren (1975 bis 1998 Woiwodschaft Elbląg).

## Religionen

### Pfarrkirche
Die Waltersdorfer Kirche, auf einer Anhöhe mitten im Dorf gelegen, wurde in der ersten Hälfte des 14. Jahrhunderts erstmals urkundlich erwähnt. Das Kirchenschiff war aus Feldsteinen mit Backsteinecken aufgemauert, Fenster und Türen mit Ziegeln umrahmt. Um die Wende vom 14. zum 15. Jahrhundert erhielt die Kirche einen Chor und eine südliche Vorhalle.
Im Jahre 1537 bekam das Gotteshaus einen 30 Meter hohen Turm. In ihm befanden sich vor 1945 noch zwei Glocken aus dem Jahre 1495, die vorher vermutlich in einem abseits stehenden Holzgerüst eingehängt waren. Sie mussten im Ersten Weltkrieg für Munitionszwecke abgeliefert werden.
Im Norden an das Kirchenschiff angebaut wurde die Sakristei. Der Chor und das südliche Seitenschiff erhielten zu Beginn des 16. Jahrhunderts massive Gewölbe.
Im Zweiten Weltkrieg brannte die Kirche vollständig aus und die Decken brachen ein. Der weit über Waltersdorf hinaus gerühmte architektonisch wertvolle Westgiebel stürzte schließlich während eines Sturmes 1982 ein. Der Turm wurde am 7. März 1961 vom Blitz getroffen und eingeäschert. Heute ist die Sakristei noch erkennbar und der Taufstein aus Granit aus dem 15. Jahrhundert ist noch vorhanden. In der südlichen Vorhalle hat man eine Kapelle eingerichtet.

### Kirchspiel
Waltersdorf war schon in vorreformatorischer Zeit ein Pfarrort mit einem weitläufigen Kirchspiel. Seit der Reformation lebte hier eine mehrheitlich evangelische Bevölkerung, und die Gemeinde gehörte bis 1945 zum Kirchenkreis Heiligenbeil (heute russisch: Mamonowo) in der Kirchenprovinz Ostpreußen der Kirche der Altpreußischen Union.
Vor 1945 gehörten zum Kirchspiel Waltersdorf mit seinen mehr als 1200 Gemeindegliedern die Orte (* = Schulort): Birkenau (heute polnisch: Wilki), Heidenhof (Wrzosek), Kleinwalde (Borek, jetzt: Kolonia Wilki), Neu Bahnau (Nowe Banowo), Preuschhof (Prusowo), *Rehfeld (Grzechotki), Rosenhof (Różanka) und *Waltersdorf.
Seit 1945 ist die Bevölkerung von Pęciszewo mehrheitlich katholisch. Das Dorf gehört jetzt zur Pfarrei Żelazna Góra (Eisenberg), die in das Dekanat Braniewo im Erzbistum Ermland der Katholischen Kirche in Polen eingegliedert ist. Hier lebende evangelische Kirchenglieder gehören zur Diözese Masuren der Evangelisch-Augsburgischen Kirche in Polen.

### Pfarrer bis 1945
In vorreformatorischer Zeit ist 1455 ein Pfarrer Martin genannt, ab 1481 übernahm der Geistliche Nikolaus Roszenau die Pfarrstelle. Der zwischen 1521 und 1539 amtierende Pfarrer Jacob Westhoff dürfte die Gemeinde zur lutherischen Lehre geführt haben. Bis 1945 waren dann in Waltersdorf als Pfarrer tätig:
| - Paulus Fischer, ab 1570 - Nicolaus Richart, ab 1579 - Johann Richart, bis 1596 - Christoph Fabritius, (1612) - Andreas Radau, 1619/1634 - Johann Georg Zimmermann, ab 1659 - Christophorus Thilo - Johann Friedrich Zimmermann - Ludwig Schlichthaber, 1721–1728 - Christoph Behm, 1730–1758 - Johann Christian Hübner, 1758–1801 - Johann Friedrich Apitz, 1801–1813 - Samuel Ludwig Falckenberg, 1813–1821 | - Johann Leopold August Pfennig, ab 1822 - Anton Ludwig Lehmann, 1849–1854 - Johann Richard O. Hausburg, 1853–1856 - Alexander Fr. Fr. W. Besch, 1856–1874 - August Theodor Kaminski, 1874–1886 - Karl Otto Glang, 1886–1906 - Richard Echternach, 1906–1907 - Oskar Arthur Siegmund, 1908–1913 - Willy Schliewe, 1914–1925 - Hans Muscheites, 1926–1945 |

## Schule
Eine Schule gab es in Waltersdorf bereits im 16. Jahrhundert: 1575 ist ein Schulmeister aktenkundig. Die Schule war ab 1856 zweizügig. Das Schulhaus mit zwei Klassenräumen wurde 1909/1910 errichtet. Letzter deutscher Lehrer und Kantor war Paul Matern, zuletzt noch durch den Pensionär Kantowski aus Königsberg vertreten.
Nach dem Zweiten Weltkrieg diente das Schulgebäude noch bis 1976 für Unterrichtszwecke, bevor es für kommerzielle Zwecke genutzt wurde.

## Söhne und Töchter des Ortes
- Helmut Echternach (1907–1988), lutherischer Theologe und Bischof